# ISO 3166-2:BD
ISO 3166-2:BD este o secțiune a ISO 3166-2, parte a standardului ISO 3166, publicat de Organizația Internațională de Standardizare (ISO), care definește codurile pentru subdiviziunile Bangladeshului (a cărui cod ISO 3166-1 alpha-2 este BD).
În prezent au alocate coduri 7 diviziuni și 64 de districte. Fiecare cod începe cu BD-, urmat de:
- o literă (A–G): diviziuni
- două cifre (01–64): districte

## Codurile actuale
Codurile și numele diviziunilor sunt listate așa cum se regăsesc în standardul publicat de Agenția de Mentenanță a standardului ISO 3166 (ISO 3166/MA). Faceți click pe butonul din capul listei pentru a sorta fiecare coloană.

### Diviziuni
| Code | Nume subdiviziune (bn) | Nume original (bn) |
| ---- | ---------------------- | ------------------ |
| BD-A | Barisal                | বরিশাল               |
| BD-B | Chittagong             | চট্টগ্রাম             |
| BD-C | Dhaka                  | ঢাকা                 |
| BD-D | Khulna                 | খুলনা                |
| BD-E | Rajshahi               | রাজশাহী               |
| BD-F | Rangpur                | রংপুর                |
| BD-G | Sylhet                 | সিলেট                |

### Districte
| Cod   | Nume subdiviziune | În diviziunea |
| ----- | ----------------- | ------------- |
| BD-05 | Bagerhat          | D             |
| BD-01 | Bandarban         | B             |
| BD-02 | Barguna           | A             |
| BD-06 | Barisal           | A             |
| BD-07 | Bhola             | A             |
| BD-03 | Bogra             | E             |
| BD-04 | Brahmanbaria      | B             |
| BD-09 | Chandpur          | B             |
| BD-10 | Chittagong        | B             |
| BD-12 | Chuadanga         | D             |
| BD-08 | Comilla           | B             |
| BD-11 | Cox's Bazar       | B             |
| BD-13 | Dhaka             | C             |
| BD-14 | Dinajpur          | F             |
| BD-15 | Faridpur          | C             |
| BD-16 | Feni              | B             |
| BD-19 | Gaibandha         | F             |
| BD-18 | Gazipur           | C             |
| BD-17 | Gopalganj         | C             |
| BD-20 | Habiganj          | G             |
| BD-24 | Joypurhat         | E             |
| BD-21 | Jamalpur          | C             |
| BD-22 | Jessore           | D             |
| BD-25 | Jhalakati         | A             |
| BD-23 | Jhenaidah         | D             |
| BD-29 | Khagrachari       | B             |
| BD-27 | Khulna            | D             |
| BD-26 | Kishoreganj       | C             |
| BD-28 | Kurigram          | F             |
| BD-30 | Kushtia           | D             |
| BD-31 | Lakshmipur        | B             |
| BD-32 | Lalmonirhat       | F             |
| BD-36 | Madaripur         | C             |
| BD-37 | Magura            | D             |
| BD-33 | Manikganj         | C             |
| BD-39 | Meherpur          | D             |
| BD-38 | Moulvibazar       | G             |
| BD-35 | Munshiganj        | C             |
| BD-34 | Mymensingh        | C             |
| BD-48 | Naogaon           | E             |
| BD-43 | Narail            | D             |
| BD-40 | Narayanganj       | C             |
| BD-42 | Narsingdi         | C             |
| BD-44 | Natore            | E             |
| BD-45 | Nawabganj         | E             |
| BD-41 | Netrakona         | C             |
| BD-46 | Nilphamari        | F             |
| BD-47 | Noakhali          | B             |
| BD-49 | Pabna             | E             |
| BD-52 | Panchagarh        | F             |
| BD-51 | Patuakhali        | A             |
| BD-50 | Pirojpur          | A             |
| BD-53 | Rajbari           | C             |
| BD-54 | Rajshahi          | E             |
| BD-56 | Rangamati         | B             |
| BD-55 | Rangpur           | F             |
| BD-58 | Satkhira          | D             |
| BD-62 | Shariatpur        | C             |
| BD-57 | Sherpur           | C             |
| BD-59 | Sirajganj         | E             |
| BD-61 | Sunamganj         | G             |
| BD-60 | Sylhet            | G             |
| BD-63 | Tangail           | C             |
| BD-64 | Thakurgaon        | F             |